# New Durham (Nuevo Hampshire)
New Durham es un pueblo ubicado en el condado de Strafford en el estado estadounidense de Nuevo Hampshire. En el Censo de 2010 tenía una población de 2.638 habitantes y una densidad poblacional de 23,07 personas por km².

## Geografía
New Durham se encuentra ubicado en las coordenadas 43°27′49″N 71°9′8″O / 43.46361, -71.15222. Según la Oficina del Censo de los Estados Unidos, New Durham tiene una superficie total de 114.35 km², de la cual 107.52 km² corresponden a tierra firme y (5.98%) 6.83 km² es agua.

## Demografía
Según el censo de 2010, había 2.638 personas residiendo en New Durham. La densidad de población era de 23,07 hab./km². De los 2.638 habitantes, New Durham estaba compuesto por el 98.03% blancos, el 0.15% eran afroamericanos, el 0.11% eran amerindios, el 0.3% eran asiáticos, el 0% eran isleños del Pacífico, el 0.19% eran de otras razas y el 1.21% pertenecían a dos o más razas. Del total de la población el 0.83% eran hispanos o latinos de cualquier raza.